# Subačius
Subačius es una ciudad de Lituania, capital de la seniūnija homónima en el municipio-distrito de Kupiškis de la provincia de Panevėžys.
En 2011, la ciudad tenía una población de 1051 habitantes.
El asentamiento fue fundado a partir de 1873 como el poblado ferroviario del miestelis ahora conocido como Senasis Subačius ("Antigua Subačius"), en torno a una estación de la línea de ferrocarril de Radviliškis a Daugavpils. Para distinguirlo de la localidad original, fue conocido en su origen como Naujasis Subačius ("Nueva Subačius"). La RSS de Lituania le dio el estatus de asentamiento de tipo urbano en 1958, que fue sustituido por el de ciudad en la reforma territorial de 1995.
Se ubica sobre la carretera 122, a medio camino entre la capital municipal Kupiškis y la capital provincial Panevėžys.